# Tout va bien, on s'en va
Pour plus de détails, voir Fiche technique et Distribution.
Tout va bien, on s'en va est un film français réalisé par Claude Mouriéras, sorti en 2000.

## Synopsis
Un père, se sachant atteint de la maladie d'Alzheimer, décide de réunir ses trois filles afin de les revoir une dernière fois et d'apaiser les tensions familiales.

## Fiche technique
Sauf indication contraire, les informations mentionnées dans cette section peuvent être confirmées par la base de données cinématographiques IMDb,  présente dans la section « Liens externes ».
- Titre français : Tout va bien, on s'en va ou De mieux en mieux ou Légères Absences
- Réalisation : Claude Mouriéras
- Scénario : Claude Mouriéras
- Photographie : William Lubtchansky
- Montage : Monique Dartonne
- Production : Philippe Liégeois et Jean-Michel Rey
- Pays d'origine :  France
- Format : couleurs - 1,85:1
- Genre : drame
- Durée : 96 minutes
- Date de sortie :
  - Japon : 24 juin 2000 (Festival du film français au Japon)
  - Allemagne : 27 juin 2000 (Festival du film de Munich) ; 23 novembre 2000 (sortie nationale)
  - France : 4 octobre 2000
  - Belgique : 11 octobre 2000

## Distribution
- Miou-Miou : Laure
- Natacha Régnier : Claire
- Sandrine Kiberlain : Béatrice
- Michel Piccoli : Louis
- Laurent Poitrenaux : Nicolas
- Marcial Di Fonzo Bo : Frederico
- Hubert Koundé : Arthur
- Caroline Pili : Marion

## Le monde ferroviaire
Sauf indication contraire, les informations mentionnées dans cette section peuvent être confirmées par le générique de fin de l'œuvre audiovisuelle présentée ici, ainsi que par la base de données cinématographiques IMDb,  présente dans la section « Liens externes ».
- Dans les premières secondes : entrée en gare d'un X 4300 version non modernisée en circulation sur les lignes du Nord-Lyonnais au moment du tournage à l'automne 1999 (numéro de série non visible)[1]. A la 79e minute du film, un autre X 4300 démarre de la gare de Lyon-Saint-Paul Lyon 5e. Peu après, Michel Piccoli marche dans le tunnel de Loyasse[2] attenant à la gare pour se suicider par collision avec un autre X 4300.
- Fin du film (89e minute) sur un quai de la gare de Lyon-Part-Dieu Lyon 3e avec scène d'au-revoir mettant en scène Natacha Régnier qui quitte Sandrine Kiberlain et Miou-Miou pour Toulouse. Le générique se déroule pendant le départ du TGV Duplex de cette gare.
- Autre lieux de tournage à Lyon 1° : collège Saint-Jean-Baptiste-de-La-Salle, rue Masson / jardin rue Magneval-Bodin / Infirmerie Protestante, cours du Général-Giraud / magasin Adrien Chaussure, rue du Président-Édouard-Herriot / Lyon 4° : Grande rue de la Croix-Rousse / Lyon 6° : parc de la Tête d'Or.